# Tutóia (ort)
Tutóia är en ort i Brasilien.   Den ligger i kommunen Tutóia och delstaten Maranhão, i den nordöstra delen av landet, 1 600 km norr om huvudstaden Brasília. Tutóia ligger 5 meter över havet och antalet invånare är 12 212.
Terrängen runt Tutóia är platt. Havet är nära Tutóia åt nordost. Runt Tutóia är det glesbefolkat, med 18 invånare per kvadratkilometer.. Det finns inga andra samhällen i närheten.
Omgivningarna runt Tutóia är huvudsakligen savann.